# Cyperus rigidellus
Cyperus rigidellus là loài thực vật có hoa trong họ Cói. Loài này được (Benth.) J.M.Black mô tả khoa học đầu tiên năm 1929.